# Fray Luis Beltrán (Santa Fe)
Fray Luis Beltrán, hasta 1950 Puerto Borghi, es una localidad del departamento San Lorenzo, en la provincia de Santa Fe, República Argentina, sobre la ribera oeste del río Paraná, a 320 km al noroeste de Buenos Aires, a 153 km de Santa Fe y a 17 km de Rosario. Se encuentra ubicada sobre la margen derecha del río Paraná y forma parte del Gran Rosario, del cual es una de las localidades ubicadas más hacia el norte.

## Santa Patrona
- Ntra. Sra. de Luján, festividad: 8 de mayo

## Creación de la Comuna y del Municipio
- Comuna: 13 de enero de 1936
- Municipio:

## Barrios
- Barrio 3 de Febrero

- Centro Sur
- Centro Norte
- Barrio Celedonio Escalada
- Barrio Sargento Cabral
- Barrio Remedios Escalada de San Martín (comúnmente llamado Retiro)
- Barrio FONAVI I - FONAVI II y FONAVI III
- Barrio Granaderos
- Barrio Ombú

Fue fundada por Domingo Borghi, y hasta 1950 fue Pueblo Borghi

## Población
Cuenta con 15 389 habitantes (Indec, 2010), lo que representa un incremento del 6% frente a los 14 293 habitantes (Indec, 2001) del censo anterior. Forma parte del Gran Rosario.
| Gráfica de evolución demográfica de Fray Luis Beltrán entre 1980 y 2010 |
|                                                                         |
| Fuente: censos nacionales del INDEC                                     |

## Vecinales
- Vecinal Barrio Centro Sur

En el año 1983 por inquietud de un grupo vecinos del Barrio Centro se ha formado e integrado además grupos de vecinales, esta vecinal, tiene como misión cumplir con la necesidad barrial que ocupa su radio de acción: educación, reuniones sociales, actividad comunitarias, promoviendo el espíritu de solidaridad entre sus integrantes, estimular el cumplimiento de las Ordenanzas dispuestas, amparar el derecho de sus contribuyentes, organizar actos culturales, deportivos y sociales. La misma tiene domicilio legal en calle Lisandro de la Torre N.º 398 de esta localidad.
- Vecinal Barrio Celedonio Escalada

Esta Vecinal se creó en 1983, nace gracias a la inquietud y el ánimo progresista de un grupo de vecinos consientes de la necesidad de una Institución que velara por los intereses del barrio, es así como el 8 de junio de 1983, labraron la primera acta constitutiva de la citada Entidad. En sus inicios se utilizó el Salón del Sindicado Químico, siendo su primer Presidente el Señor Enrique Cetrare. En sus inicios no cobraba cuota societaria a los vecinos, se los exhortaba a que se acerquen a brindar su apoyo al grupo fundador. Se llegó a concretar su sueño, el de la Sede propia, ubicado en calle Avellaneda al 100, funcionando, además un jardín de infantes Los Amiguitos.
PRIMERA COMISIÓN DIRECTIVA
Presidente: Cetrare Enrique
Vicepresidente: Alberto S. Martín
Secretario: Alberto P. Lugones.
Prosecretario: Alberto R. Godoy
Tesorero: Guillermo R. Giraudo
Protesorero: Juan Carlos Alarcón
Vocal Titular 1.º: Alberto Acosta, Juan C. Traviesa.
Vocales: Raúl O. Traviesa y Wildo G. Pagura.
Síndicos: Mario rodolfo Gómez y Ramón Traviesa.
Vocal Suplente: José Ramón Vega.
- Unión Vecinal y Deportiva Barrio Sargento Cabral

La citada Vecinal pertenece a un populoso barrio beltranense, cumpliendo objetivos de cubrir con las necesidades prioritarias de su comunidad correspondiente, brindándoles, cobertura básica de salud (aplicación de infecciones, nebulizaciones, control de presión arterial, primeros auxilios, educativa). Todo una labor desarrollada con esfuerzo y empeño de su Comisión Directiva, reflejándose los frutos obtenidos.
- Vecinal Barrio Remedios Escalada de San Martín (Retiro)

Esta Vecinal brinda sus servicios y su apoyo a la comunidad desde el 1.º de mayo de 1949, por iniciativa y anhelos de un grupo de vecinos interesado en el progreso y pujanza de su barrio, representando a un populoso barrio de Fray Luis Beltrán. Siendo algunos de los integrantes de la 1.º Comisión los Señores Eduardo Ponce, Victorio Cialdella, Antonio Chamorro, Tranquilo Farina. El Señor Chamorro fue uno de los propulsores más interesados en esta beneficiosa unión, y fue también durante un período presidente de la misma. Actualmente cuenta con una Sede Social, destacando que cuando se contaba con la Presidencia del Señor Omar Mangiaterra se tapialó la misma, sin menospreciar el inconmensurable apoyo de los vecinos circundantes. En esta Sede funciona un jardín de infantes El Payaso Plin, un teléfono público, una pista de mosaico, la cual es adecuada a la realización de fiestas y bailes, así como la práctica de deportes varios. Dentro de los eventos que se desarrollan en esta Vecinal, se enfatiza la realización del Festival Promocional del Paraná, todos los años, en forma conjunta con el Municipio en instalaciones del Camping municipal. Lo expuesto es la resultante de esforzados vecinos que, durante todo el tiempo de su existencia como Institución dieron de sí, con total desinterés su tiempo libre, lo que los obliga a continuar trabajando en pro del futuro desarrollo de la misma a pesar de lo difícil de la situación por la que atraviesa el país. Se ha ido logrando que su edificio cuente con la presencia y comodidades necesarias para el cumplimiento de sus fines.
- Vecinal Barrio "El Ombú"

Los primeros habitantes de la vera del Río Paraná, fueron los Guaraníes, que habían migrado desde el corazón del Amazonas y a partir de la década de los años 30 comienzan a asentarse las primeras industrias en la región. En Fray Luis Beltrán, a principios de los años 80, alrededor de un Ombú y su sombra, se instalaron las primeras diez familias, convocando un barrio con singulares características, donde viven entre 100 y 120 chicos de 5 a 12 años de edad, y entre y entre 60 y 70 niños mayores de 12 años.
Hasta el año 1990 nuestro cordón industrial era para muchas personas que emigraban desde otras provincias, una expectativa laboral, pero la flexibilización y las reformas del Estado no trajeron más empleo, sino que acrecentaron aún más la crisis. La primera Comisión del Barrio se conformó el 29 de junio de 1994, integrada por las siguientes personas:
-Presidente: Luis Caniú
-Vicepresidente: Fidel Maidana
-Secretario: Enrique López
-Secretario de Actas: Ramón Dobale
-Tesorero: Alfonso Mareco
-Tesorero Suplente: José Vega
-Rendidor de Cuentas: Ernesto E. Aguirre
-Vocales: Ángel Vallejos, Marcelo Burgos.
Construidas las instalaciones de la Vecinal el 27 de octubre de 1995, es que se acercan a ella, un grupo de jóvenes estudiantes a colaborar con los demás que lo necesitaban: Nicolás, Luis, Susana, Jorgelina, Leo y Diego, quienes compartían los mismos objetivos que la Comisión, de reforzar la Salud y la educación de los niños. Comienzan a dar las primeras clases de Apoyo escolar, estos pioneros de la educación, también dieron las primeras clases de alfabetización para adultos. Caracterizan al barrio, los torneos de fútbol, lanzándose el 16 de noviembre de 1995 a beneficio de la familia Gutiérrez, quienes lamentablemente sufrían la pérdida de sus dos hijos en un accidente. Actualmente el fútbol femenino es una de las principales actividades de al Vecinal, el plantel está compuesto por: Graciela Aquino, Carina Leiva, Verónica López, Verónica Lorena Rivero, Lorena Bredice, Alejandra Raposo, Susana B. Leiva, Lorena M. Vallejos, María Montenegro, Liliana Yáñez, María del Carmen Colla, Victoria Martínez, María Alicia Nuñez. Técnicos: Marcela Chinelatto, Nicolás Meinardi y Guillermo Mendoza, los que van fortaleciéndose en experiencia deportiva.
La vecinal participa desde sus comienzos en Actos Ceremoniales Oficiales, y mantiene una fluida correspondencia con otras Instituciones. El barrio, se encuentra compuesto por familias con necesidades básicas insatisfechas y en estado de riesgo, todas o la mayoría son familias numerosas, de las cuales un 5%, tienen un trabaja estable y el resto, compuesto por trabajos eventuales o desocupados. En nuestras instalaciones funciones funcionan desde hace 6 años, el Comedor Infantil subsidiado por el comedor Municipal, dando de comer diariamente a 70 chicos entre 2 a 5 años, además se entrega mensualmente como refuerzo alimentario Cajas PRANI y además se ha implementado diariamente la Copa de leche a 50 niños. En salud se realizan nebulizaciones y curaciones de primeros auxilios. Los elementos del botiquín y el nebulizador son de propiedad de esta Vecinal. La falta de infraestructura que esperamos solucionar pronto, esto nos impide incluir una Sala de enfermería, pero contamos con una enfermera de turno (Petrona Bou) y un pediatra Dr. Zapata ambos ad honorem.
Además se han llevado a cabo las Campañas de Vacunación masiva, conjuntamente con la Municipalidad, dejando un saldo positivo al poder erradicar focos infecciosos y enfermedades de tipo transmisible.
En Educación funciona desde el año 1998, el Centro de alfabetización N.º 138 que dirige la docente Gladys Buchmann. El sistema de enseñanza, corresponde a los Diseños Curriculares de la Enseñanza General Básica (EGB) de la provincia de Santa Fe. Se trabaja con alumnos y alumnas, por niveles: 1.º, 2.º y 3.º nivel. Al finalizar el 3.º nivel, se otorgan los Certificados de 7.º grado Oficial. También, se dictan las siguientes Capacitaciones Laborales:
• Taller de Manualidades y el Costurero de corte y confección, dictado por la maestra Adriana Avigliano.
• Huerta y Jardinería, dictado por la docente Mónica romano.
• Computación, nueva capacitación comenzó a dictarse a partir del mes de agosto.
En lo social:
• Se ha comenzado la construcción de 60 viviendas, para la erradicación del barrio "El Ombú"
• Ampliación del Salón, cocina y se ha instalado el baño con accesorios.
Entre algunos beneficios, se cuenta:
• teléfono público, y algunas donaciones como: una máquina de coser, una máquina de escribir, dos computadoras (una donada por Cooperativa Telefónica de Capitán Bermúdez y por Municipalidad de Fray Luis Beltrán.
Además se dictarán las primeras clases de "Charla-debate" sobre prevención en Adicciones.
La Comisión, en el año 2001, está compuesta de las siguientes personas:
-Presidente: Luis Caniú
-Vicepresidente: Ramón Saucedo
-Secretario: José Luis Rodríguez
-Tesorero: Guillermo Zapata
-Vocales Titulares: Juan Hidalgo, José Oliva, Juan Escobar, Ramón Ávalos y Néstor Colla.
-Vocales suplentes: Luis Vega, Ángela Mansilla y Miriam N. Ríos.
Además han participando activamente en los Corsos Oficiales, con su Comparsa Cambá Ombú" compuesta pro sesenta (60) niños., donde se obtuvieron los títulos de Miss Simpatía (Susana Gómez) y 2.ª. Princesa Infantil Virginia Gómez.

## Intendentes
- Primer ejecutivo femenino: Liliana del Carmen Canut Se consagra intendenta, tras ganar con el 43% de los votos las elecciones del año 2013 e históricamente así, (teniendo en cuenta la tendencia en la localidad de los hombres en ocupar el cargo del ejecutivo), como la primera mujer en gobernar la ciudad.

- Intendentes:

1985 - 1989: Int. Sr. Juan José Comba
1989 - 1999: Int. Sr. Jorge Raúl Monasterolo
1999 - 2013: Int. Sr. Alejandro Fraga
2013 - 2017: Int. Sra. Liliana del Carmen Canut
2017 - Actualidad: Int. Sr. Mariano Cominelli

## Despliegue de lasFuerzas Armadas argentinasen Fray Luis Beltrán
| Unidades pertenecientes a la Guarnición Militar Rosario | Sigla    |
| ------------------------------------------------------- | -------- |
| Base de Apoyo Logístico «San Lorenzo»                   | BAL «SL» |